# Elecciones estatales en Hidalgo de 1993
Las Elecciones estatales de Hidalgo de 1992-1993 se llevaron a cabo el domingo 21 de febrero de 1993, y en ellas se renovaron los siguientes cargos de elección popular en el estado mexicano de Hidalgo;
- Gobernador de Hidalgo. Titular del Poder Ejecutivo del estado, electo para un periodo de seis años no reelegibles en ningún caso, el candidato electo fue Jesús Murillo Karam.
- 84 ayuntamientos. Compuestos por un Presidente Municipal y regidores, electos para un periodo de tres años no reelegibles para el periodo inmediato.
- Diputados del Congreso del Estado. Electos por mayoría relativa en cada uno de los Distrito Electorales.

## Resultados electorales

### Gobernador
|  | 80.3 % |

|  | 6.2 % |

|  | 6.1 % |

|  | .8 % |

|  | 2.6 % |

|  | 0.2 % |

|  | 2.9 % |

|  | 0.9 % |

Fuente: Instituto de Mercadotecnia y Opinión